# NGC 4857
NGC 4857 ist eine Balken-Spiralgalaxie vom Hubble-Typ SBb im Sternbild Drache am Nordsternhimmel. Sie ist schätzungsweise 390 Millionen Lichtjahre von der Milchstraße entfernt. 
Entdeckt wurde das Objekt am 7. April 1793 vom deutsch-britischen Astronomen William Herschel.